# Inonotus chilanshanus
Inonotus chilanshanus är en svampart som beskrevs av T.T. Chang & W.N. Chou 2000. Inonotus chilanshanus ingår i släktet Inonotus och familjen Hymenochaetaceae.   Inga underarter finns listade i Catalogue of Life.